# Villa Rey
Villa Rey (detta anche il Priè) è una villa torinese del Seicento che sorge sulla collina cittadina, in zona Madonna del Pilone. La villa non va confusa con l'omonimo palazzo che si trova in via Massena 20 sempre a Torino.

## Storia
Le prime notizie su questa elegante dimora risalgono alla fine del 1600, quando la nobile famiglia Turinetti di Priero acquistò alcuni terreni e fabbricati in Val San Martino, con lo scopo di edificare su alcuni di essi una lussuosa residenza.
 I lavori rimasero tuttavia incompiuti, anche a causa della guerra di successione spagnola che coinvolse la città di Torino: agli inizi del 1700, quello che già esisteva della villa venne occupato dall’esercito francese e usato come avamposto contro le truppe sabaude che resistevano in città, e successivamente saccheggiato e danneggiato.
La famiglia Turinetti di Priero fu poi costretta a vendere la villa per fronteggiare gli ingenti debiti contratti e nessuno dei successivi proprietari riuscì a portare a termine i lavori: nel 1780, il marchese Carron di San Tommaso commissionò all’architetto Mario Ludovico Quarini dei lavori di ampliamento e restauro, mai conclusi a causa della morte del committente.

Successivamente alla famiglia nobile Massimino di Ceva riuscirono solamente dei lavori di ridimensionamento del parco, portandolo ai 29.000 mq odierni, e l’apposizione del blasone sul portone di ingresso all’atrio, conservato ancora oggi.
Nel 1872 la villa divenne proprietà del Cavalier Giacomo Rey, discendente di una famiglia di imprenditori tessili e deputato nel parlamento subalpino. La famiglia Rey, che tutt’oggi dà il nome alla villa, la trasformò in una dimora estiva ed è risalente a quel periodo il fontanile ancora presente di fronte all’ingresso con ben visibile l’incisione “Parta labore quies” (la quiete dopo il lavoro) sul lato rivolto alla villa.
 La dimora visse gli anni di massimo splendore, specialmente nei mesi estivi dove la numerosa prole composta da figli, nipoti e servitù si trasferiva per passare insieme le vacanze. Curiosa, in particolare, fu l'estate del 1917, quando l’influenza spagnola dilagò in città e costrinse gli ospiti della villa a rimanervi fino alla fine dell'autunno.
 
Alla morte della moglie di Giacomo, Lidia de Mongenet de Renaucourt, la residenza fu ereditata dal secondogenito Guido Rey, nipote del celebre Quintino Sella, personaggio eclettico ed esperto alpinista più innamorato della vita di montagna, al punto da trasferirsi stabilmente in Valle d’Aosta ponendo così fine al legame della famiglia con Villa Rey.
Nel 1933 la proprietà della villa e dei terreni passò al Comune di Torino, che la utilizzò per attività didattiche e ludiche all'aperto, mentre durante la Seconda guerra mondiale venne occupata dalle truppe tedesche come rifugio e sede distaccata.
 
Nel 2019 è stato scoperto un bunker sotterraneo probabilmente edificato e utilizzato dai nazisti durante la guerra che si snoda nel sottosuolo per circa 500 mq. e 20 metri di profondità: è curioso però come non esista alcuna traccia di questa struttura neanche tra i documenti ufficiali.
Nel 1946 venne data in concessione all'ANPI e nel 1955 all’Associazione Campeggiatori Turistici d’Italia, che trasformò il parco e parte dei locali in un campeggio pubblico.
Dal 2006, dopo un'importante opera di restauro, è la sede nazionale dell'Automotoclub Storico Italiano e dal 2018 ha sede anche la segreteria generale della FIVA (Fédération Internationale des Véhicules Anciens).
Una targa ricorda che nel parco della villa ebbe luogo il suicidio di Emilio Salgari il 25 aprile 1911.

## Modifiche e restauri

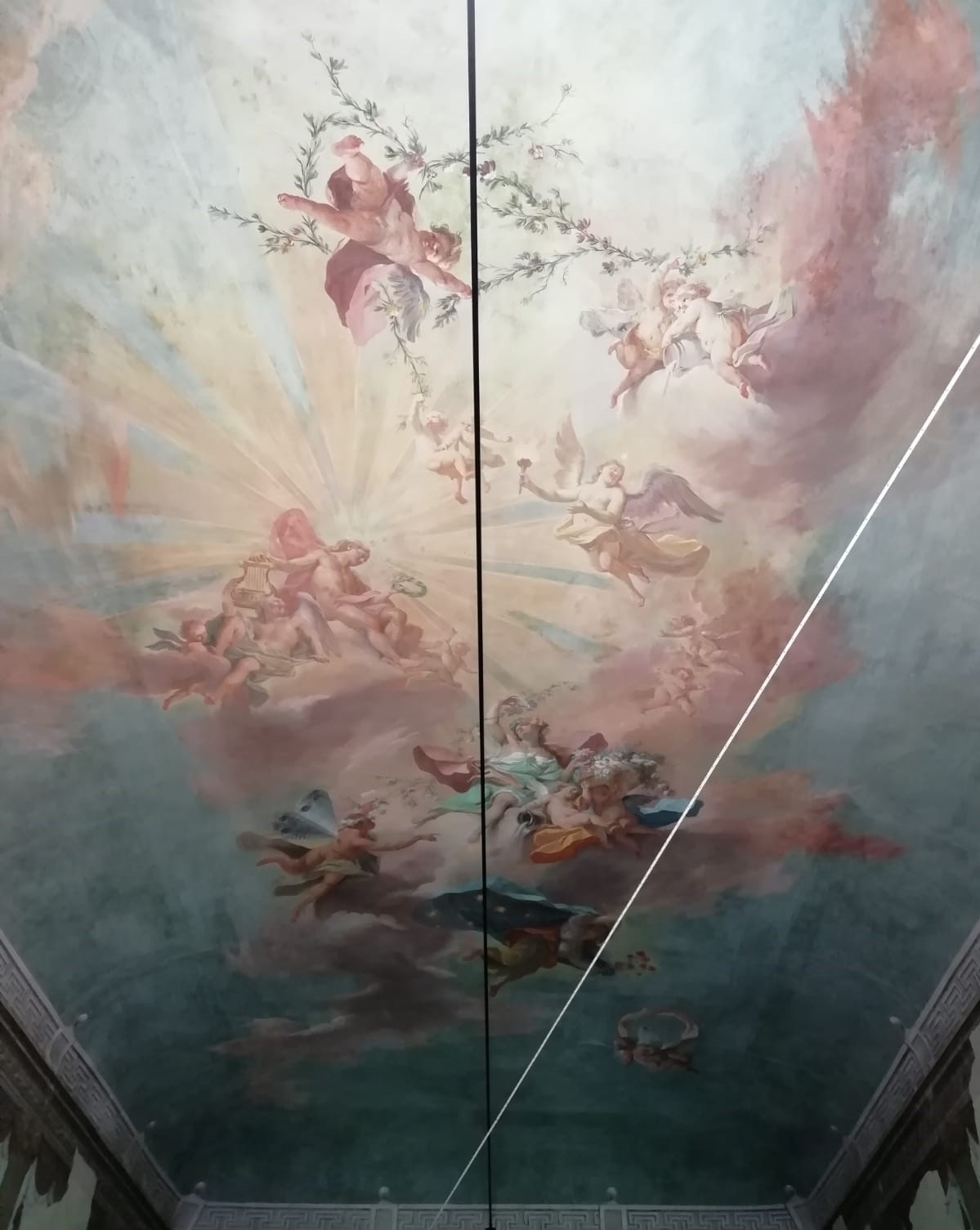
Affrresco nella sala dell'Alcova, Villa Rey

Nel corso dei secoli, Villa Rey ha subìto numerose modifiche: in molte occasioni, i nuovi proprietari avviarono lavori di espansione e ristrutturazione senza mai terminarli; in particolare, nel 1900, l’edificio venne convertito in istituto di accoglienza e si perse parte dell’aspetto solenne che lo caratterizzava.
I muri esterni sono in buona parte quelli originali del 1600, insieme ad alcuni elementi ornamentali del giardino. Allo stesso periodo risalgono gli affreschi e i soffitti a cassettone che caratterizzano le ampie stanze della villa. È successiva (1700-1800) l’applicazione della carta da parati ancora parzialmente visibile nelle numerose sale, mentre i lavori più recenti hanno sensibilmente modificato l’organizzazione strutturale e la distribuzione degli ambienti.
Nel 1998, un gruppo di privati interessati al recupero e al riutilizzo dell’edificio ha costituito l’"Associazione Villa dell’Arte". Nel 2000 l’ha ricevuto in concessione, allo scopo di effettuarne il restauro e la rimessa in funzione. Si è dato vita a un cantiere didattico, con laboratori frequentati dagli studenti dell’Accademia Albertina di Torino e coordinati dal restauratore Antonio Rava, in collaborazione con le Soprintendenze piemontesi e con la Fondazione per le Biotecnologie. I lavori si sono realizzati grazie ai finanziamenti di Regione Piemonte, Compagnia di San Paolo e Fondazione CRT importanti interventi di ripristino, dal rifacimento delle coperture a vari recuperi degli apparati decorativi, dagli affreschi agli stucchi. Sono state restaurate le facciate sei-settecentesche in laterizio, l'atrio di fine '700, il salone del piano terreno con gli affreschi a soggetto mitologico, gli stucchi e ancora le sovrapporte in papier paint della fine del XVIII secolo.
Successive azioni di recupero risalgono al 2006 e hanno riguardato l'ammezzato e il primo piano nobile. Tra gli interventi, diretti dagli architetti Andrea de Rege di Donato (nipote di Eugenia Rey) e Alessandra Gallo Orsi, anche alcuni restauri conservativi. Hanno avuto come oggetto in particolare la "Sala dell'Alcova", con la volta occupata dall'affresco "Allegoria della Notte", con Apollo che incorona Flora accompagnata da Zefiro, e le tappezzerie in carta di metà ‘800, riportate alla forma originale.

## Galleria d'immagini

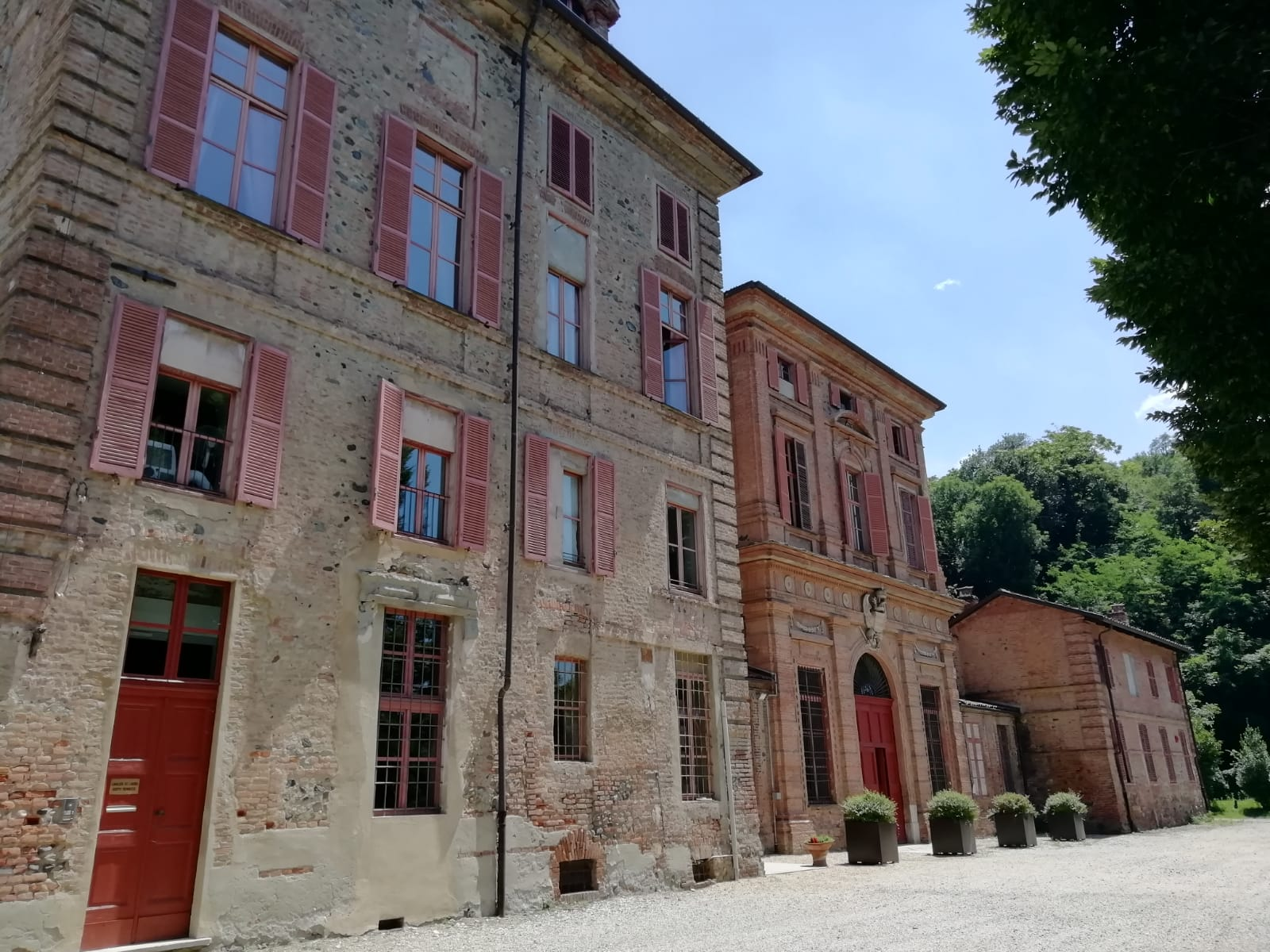
Villa Rey
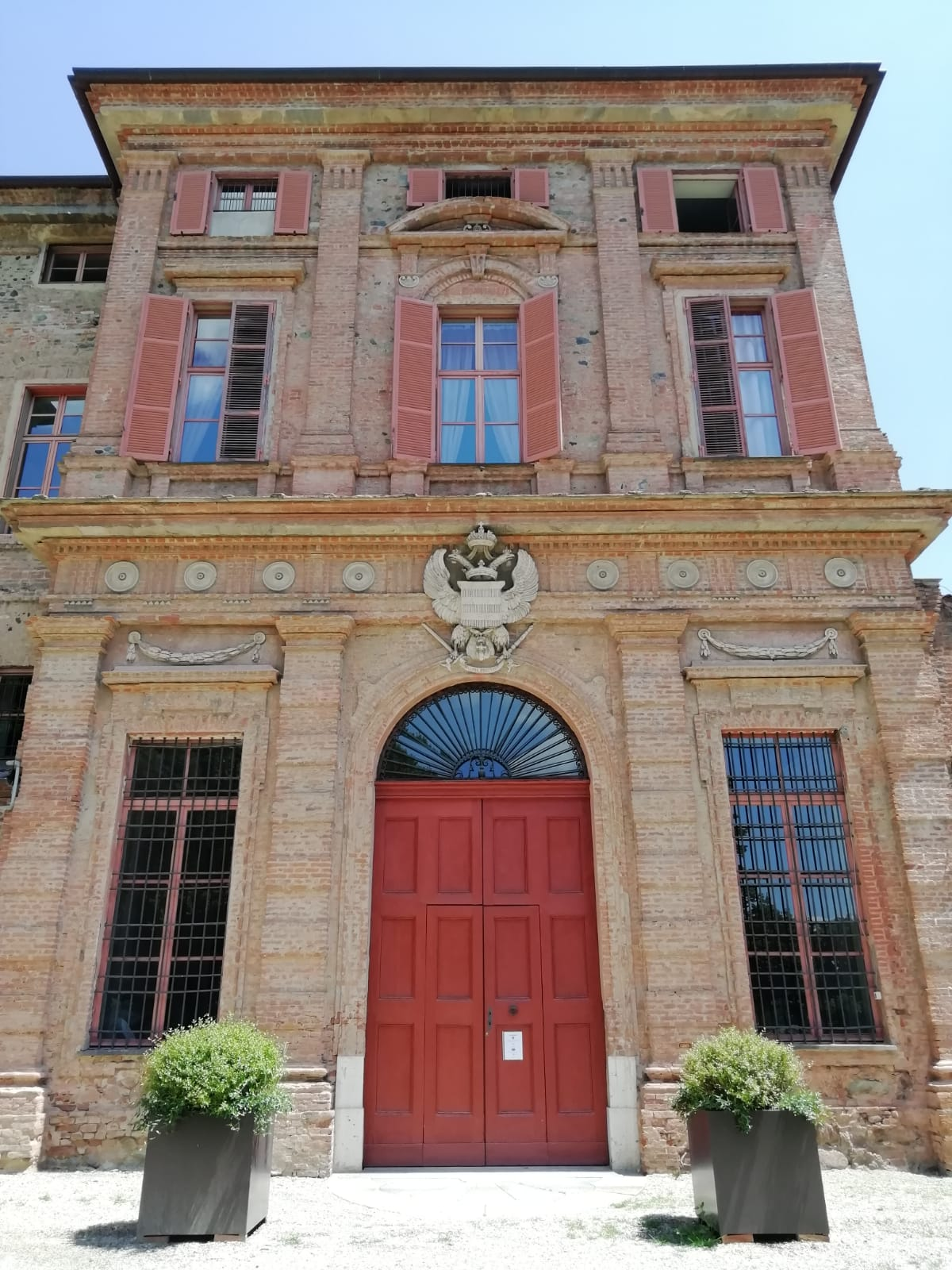
Ingresso di Villa Rey
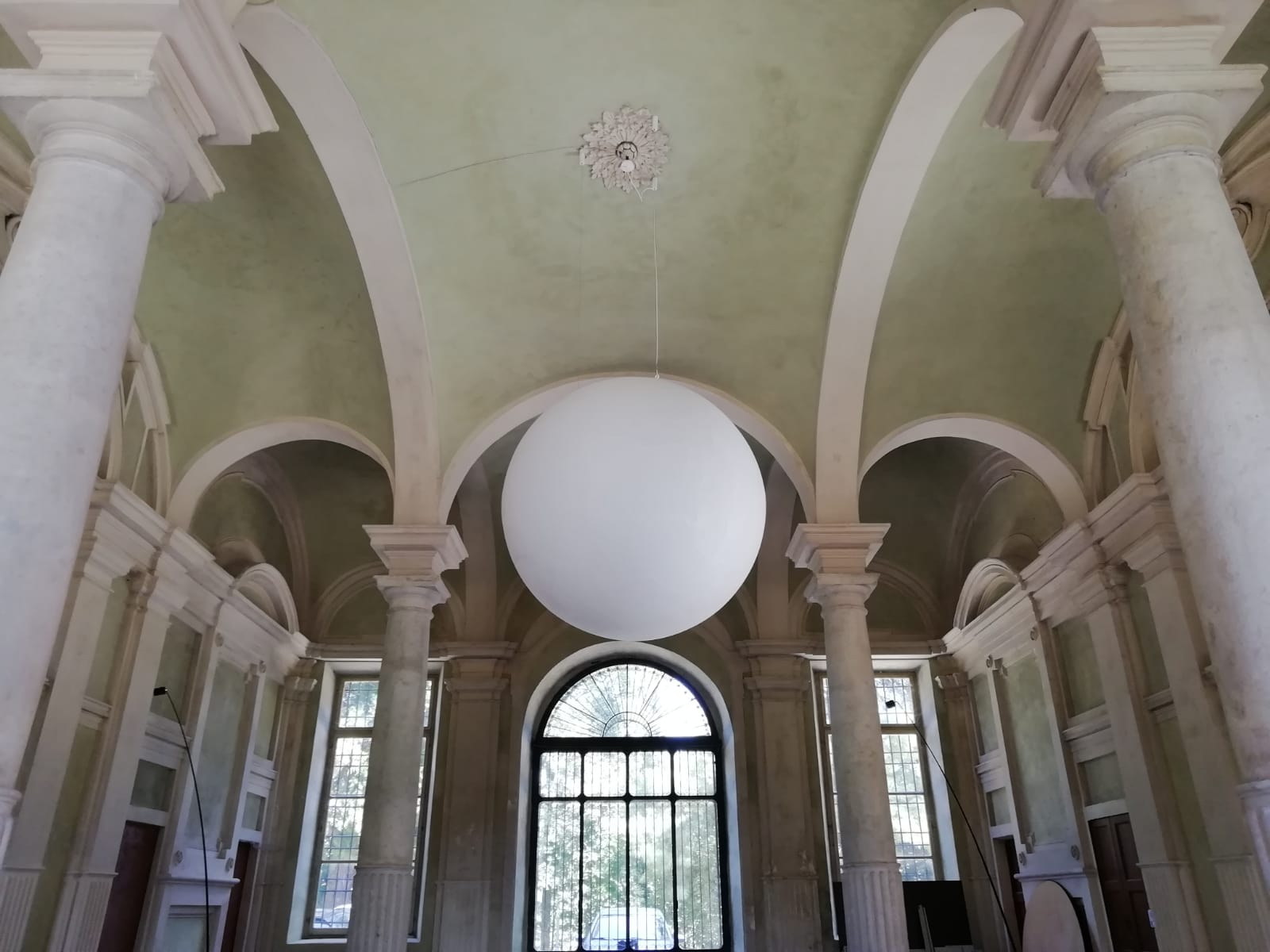
Atrio di Villa Rey
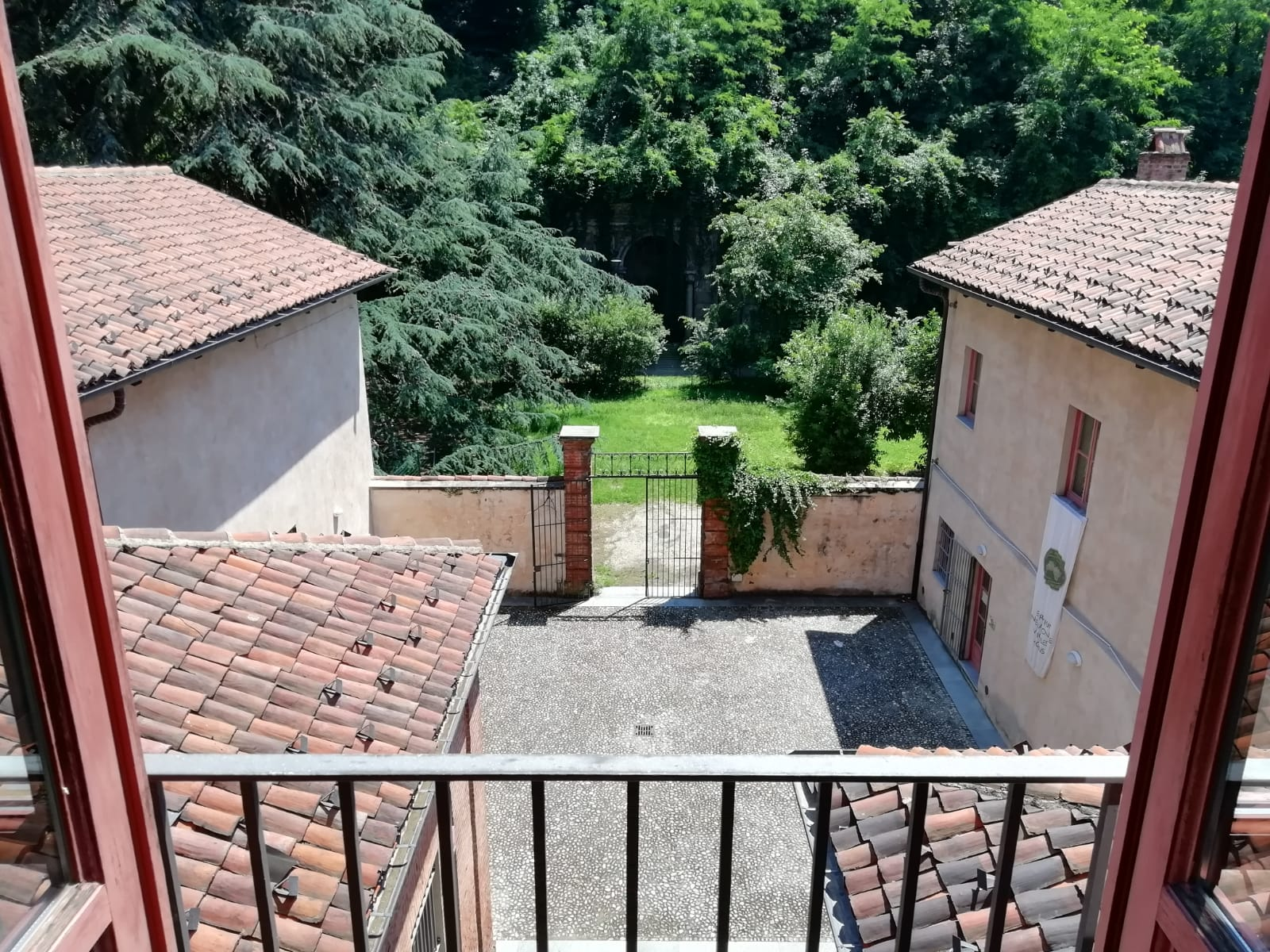
Cortile laterale di Villa Rey
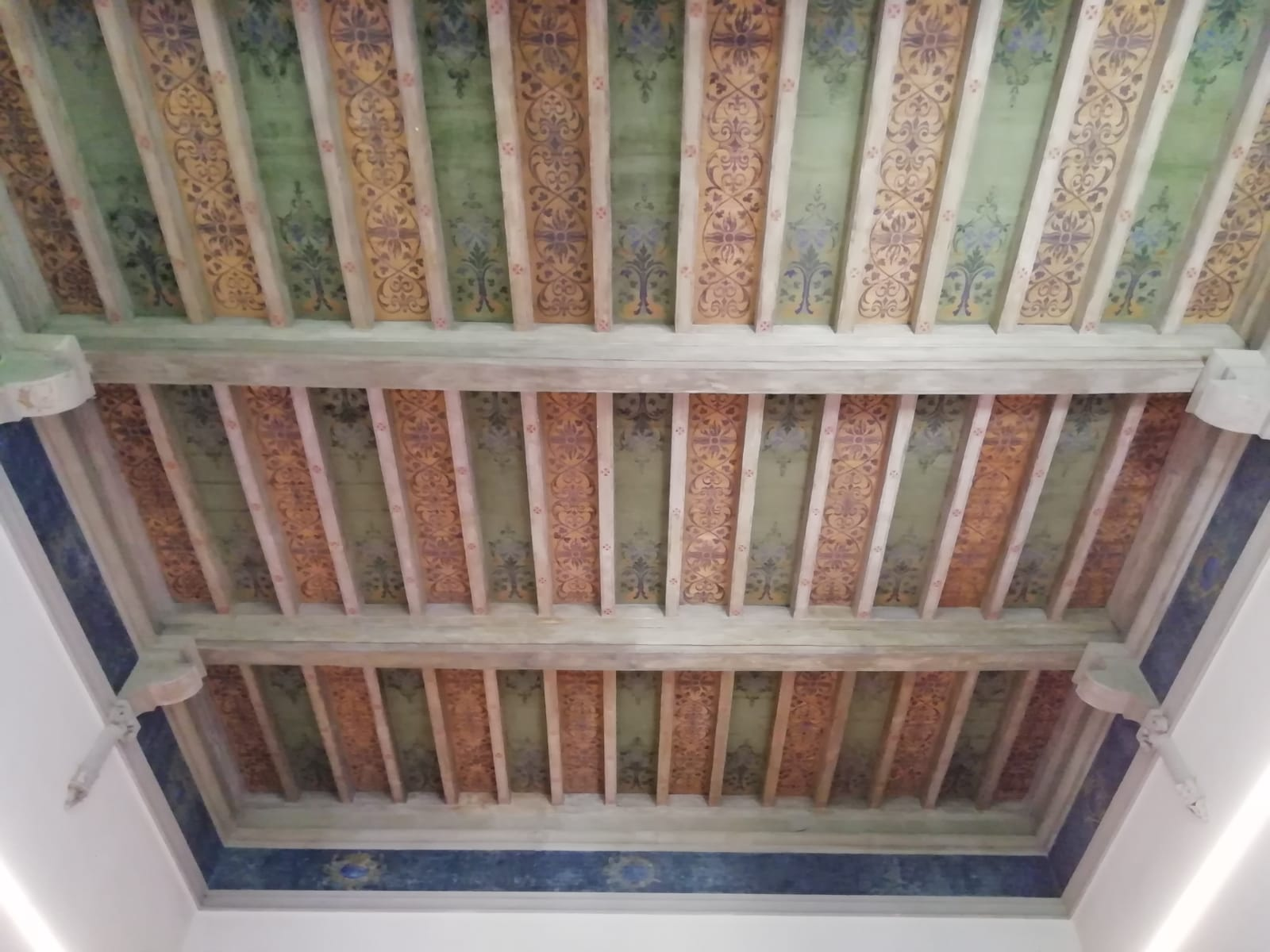
Soffitto a cassettoni, Villa Rey
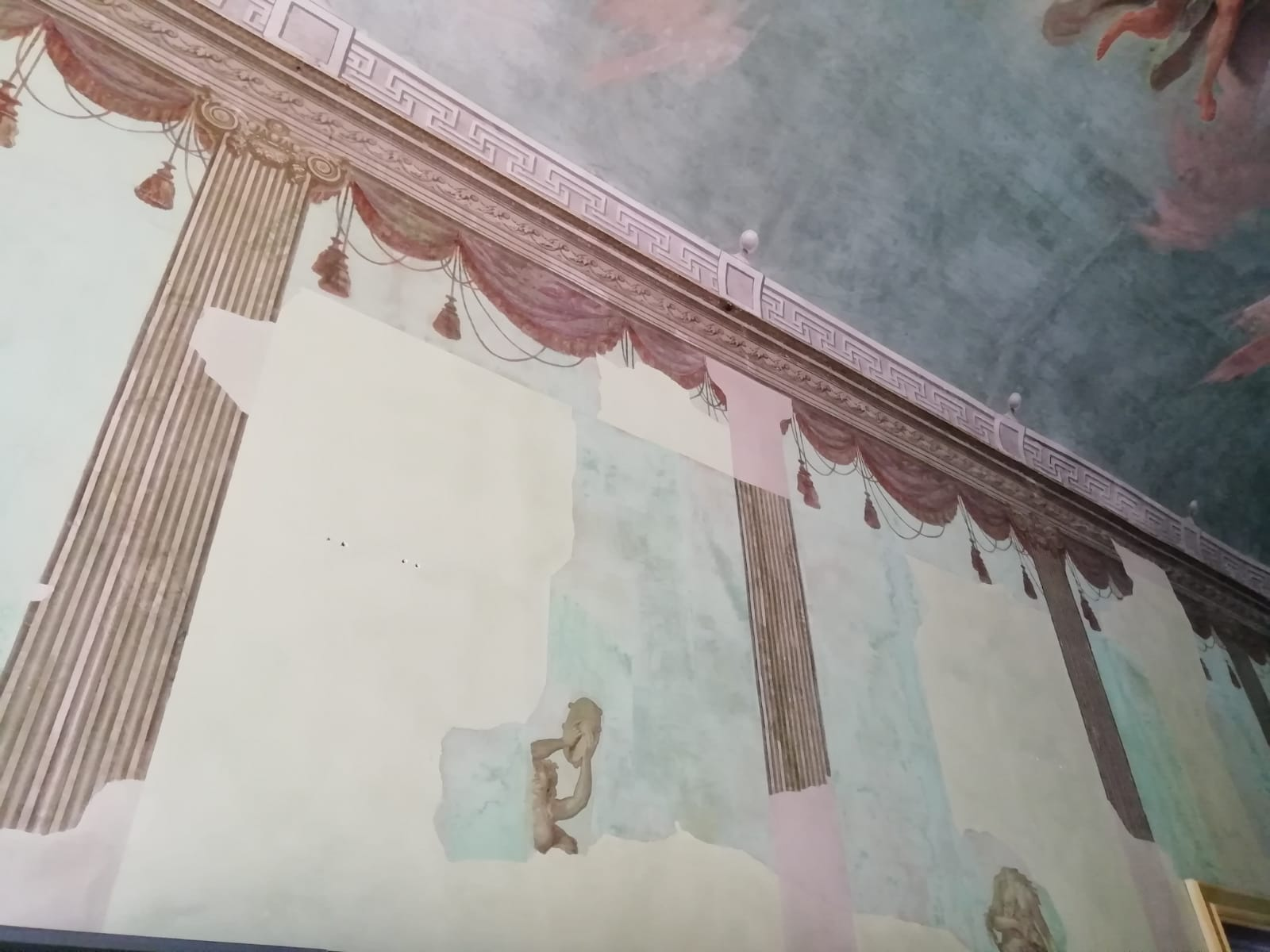
Carta da parati, Villa Rey
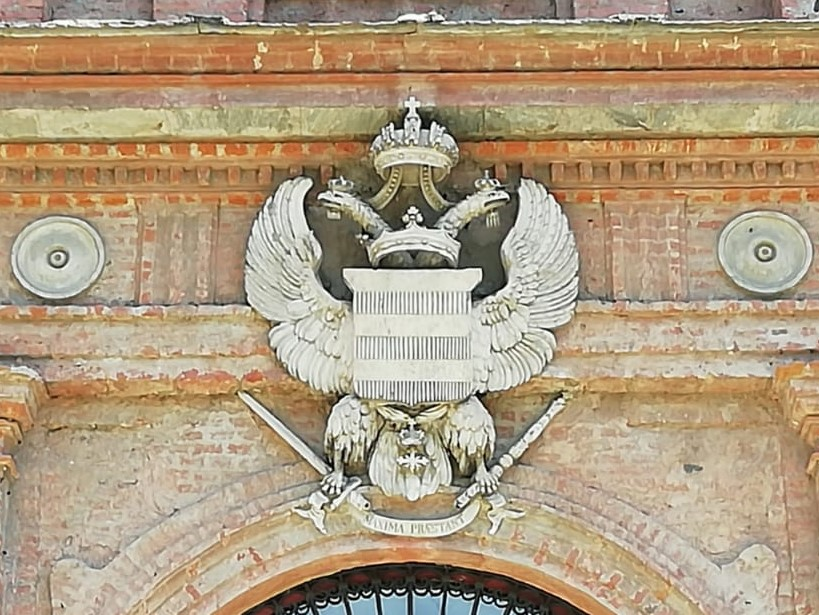
Stemma di Massimino da Ceva, ingresso di Villa Rey
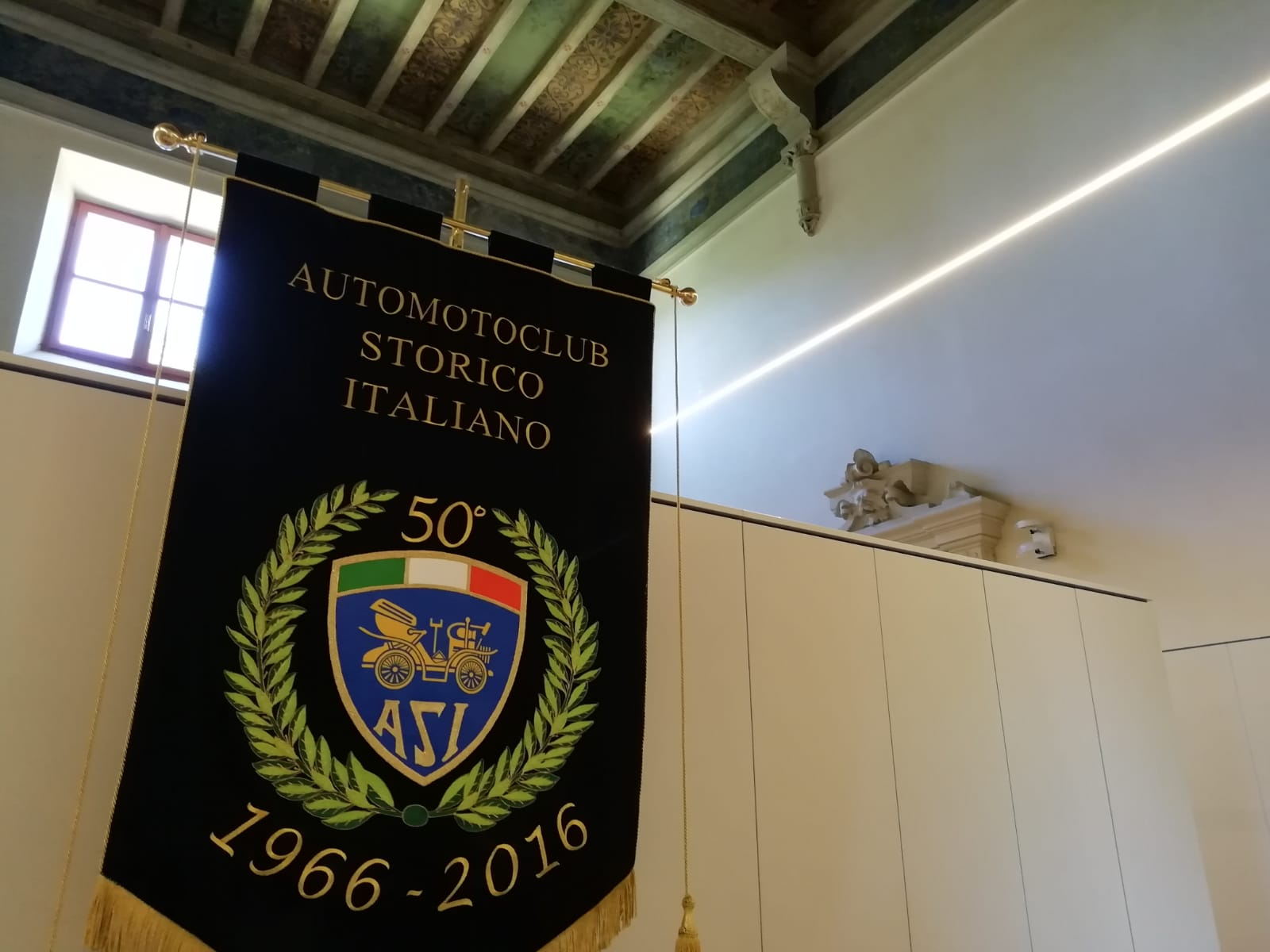
Salone centrale di Villa Rey, oggi sede dell'ASI
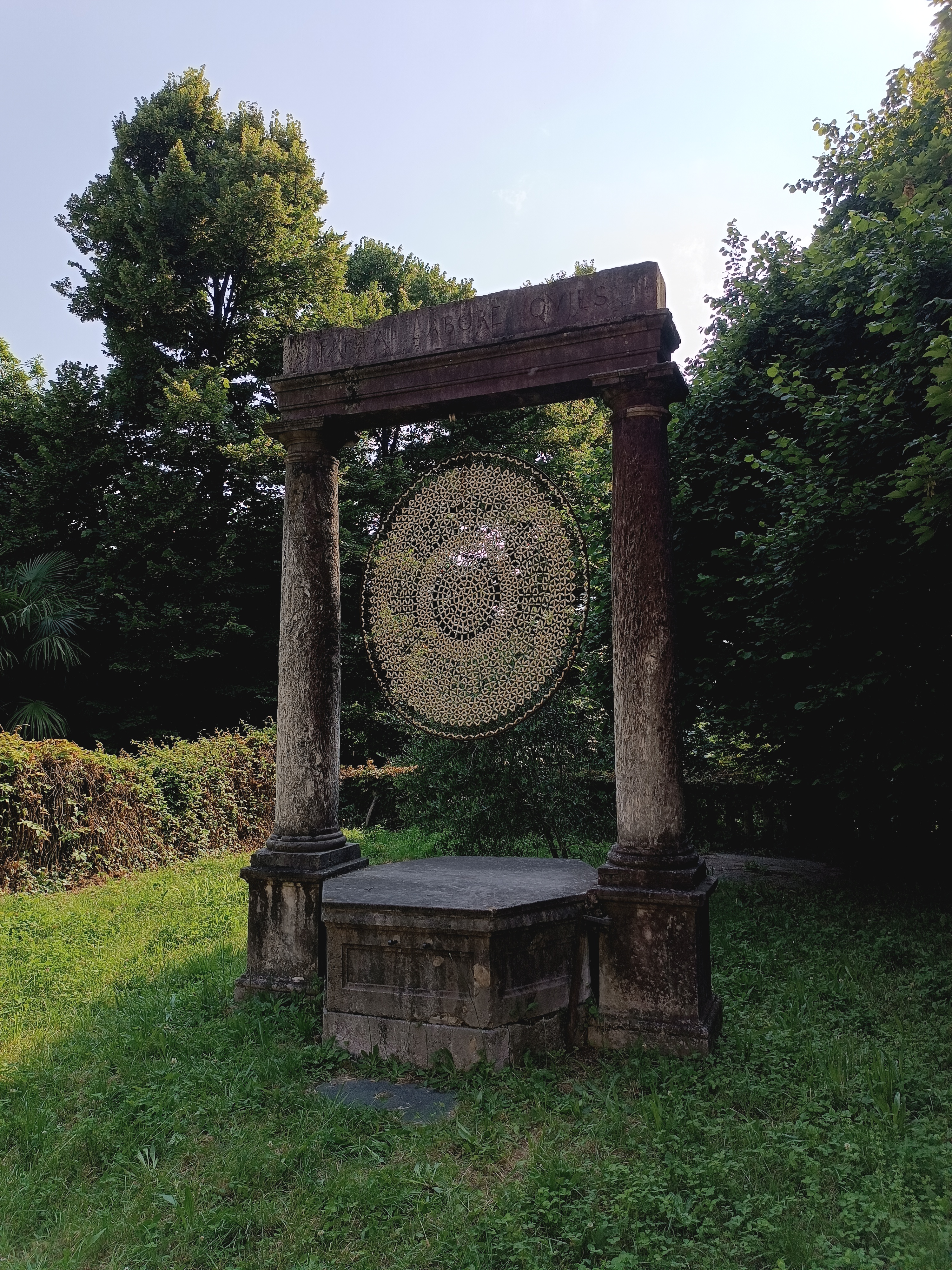
Il pozzo nel parco di Villa Rey
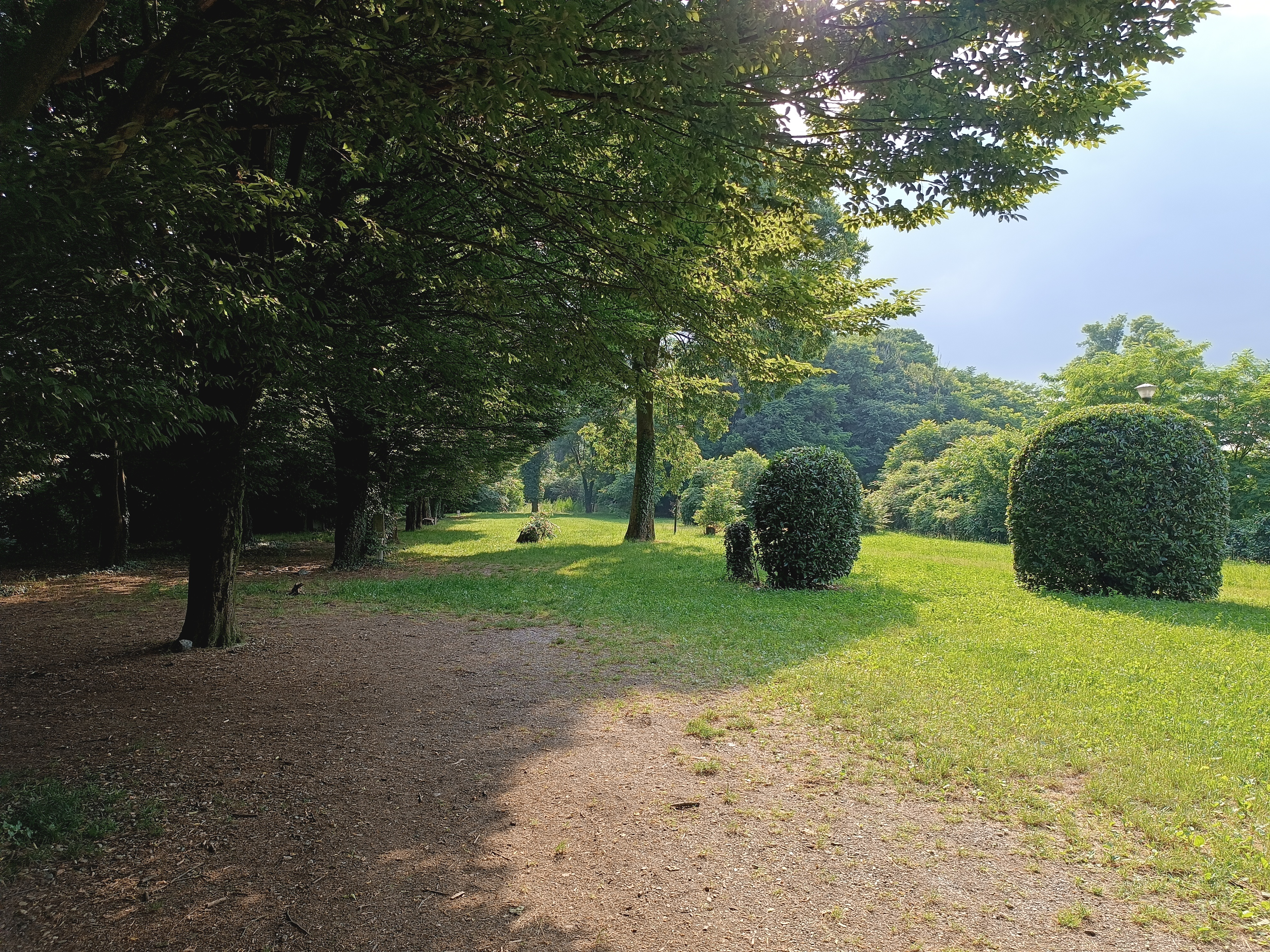
Veduta del parco della Villa